# 필 루이스
필 루이스(Phill Lewis, 1968년 2월 14일 ~ )는 미국의 배우, 희극인, 텔레비전 감독이다. 우간다에 미국 평화 봉사단 협력 감독으로 파견돼있던 덜레이노 루이스의 아들로 태어났다.

## 작품 목록

### 영화 출연
- 헤더스 (1989)
- 굿바이 뉴욕 굿모닝 내 사랑 (1991)
- 아이언 이글 3 (1992, Aces: Iron Eagle III)
- 아이 스파이 (2002)
- 서바이빙 크리스마스 (2004)
- Greener Mountains (2005)
- 차고 지르기 (2005)
- Monster Night (2006)
- Dadnapped (2009)
- 비버리힐즈 치와와 2 (2011)
- 위시 아이 워즈 히어 (2014)

### 텔레비전 출연
- 시카고 메디컬 (1999)
- 예스, 디어 (2001-06)
- 프렌즈 (2003)
- 아메리칸 대드! (2005-23) - 애니메이션
- 잭과 코디, 우리집은 호텔 스위트 룸 (2005-08)
- 잭과 코디, 우리 학교는 호화 유람선 (2008-11)
- 특수요원 오소 (2009-12) - 애니메이션
- 레이징 호프 (2011)

### 텔레비전 연출
- 리치 리치 (2015)
- 원 데이 앳 어 타임 (2017-20)